# Thomas Graham Jackson
Thomas Graham Jackson (Hampstead, 21 dicembre 1835 – Londra, 7 novembre 1924) è stato un architetto britannico seguace della corrente neogotica romantica, ricordato soprattutto per i numerosi edifici universitari che ha progettato per la città di Oxford.

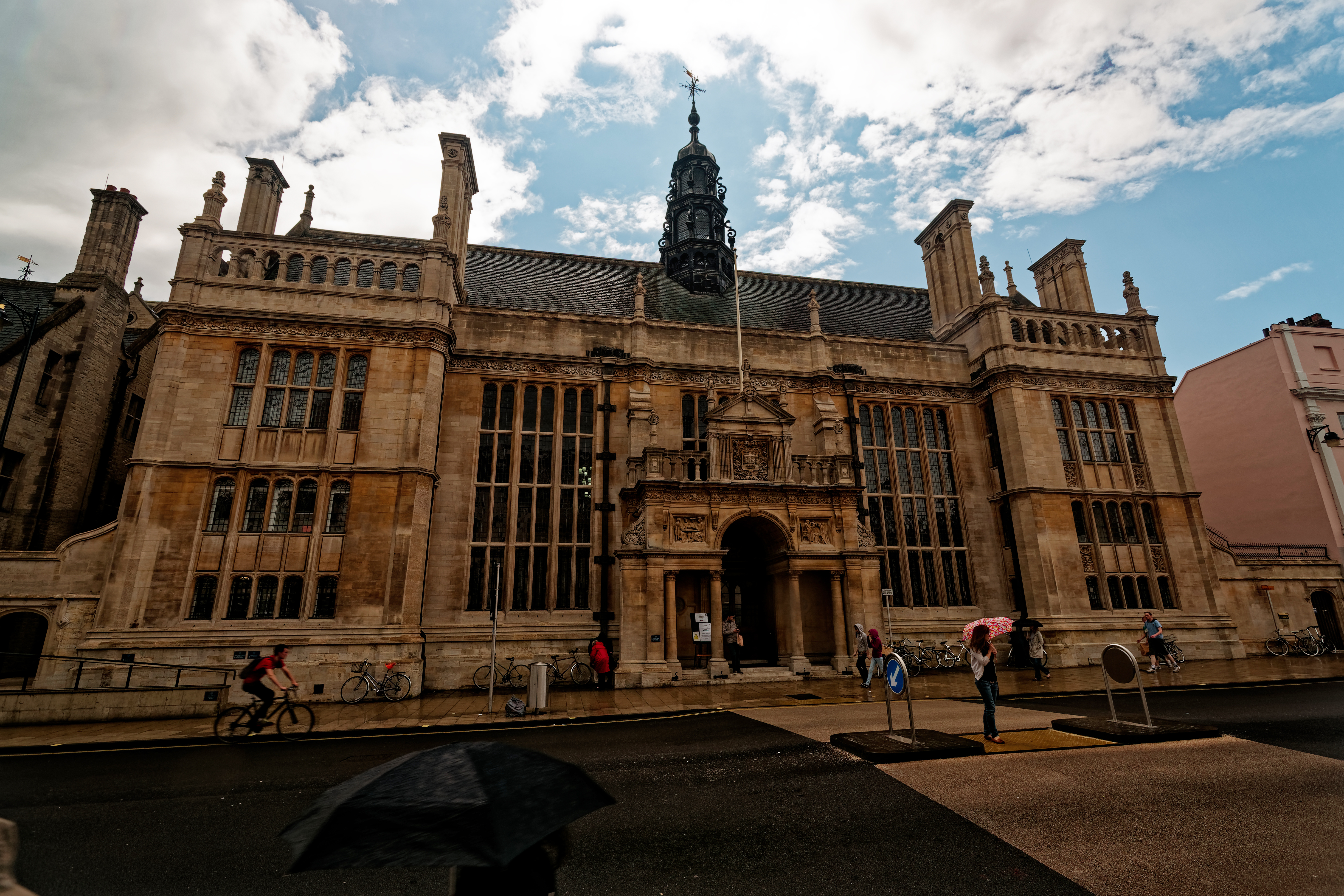
Examination Schools, Oxford

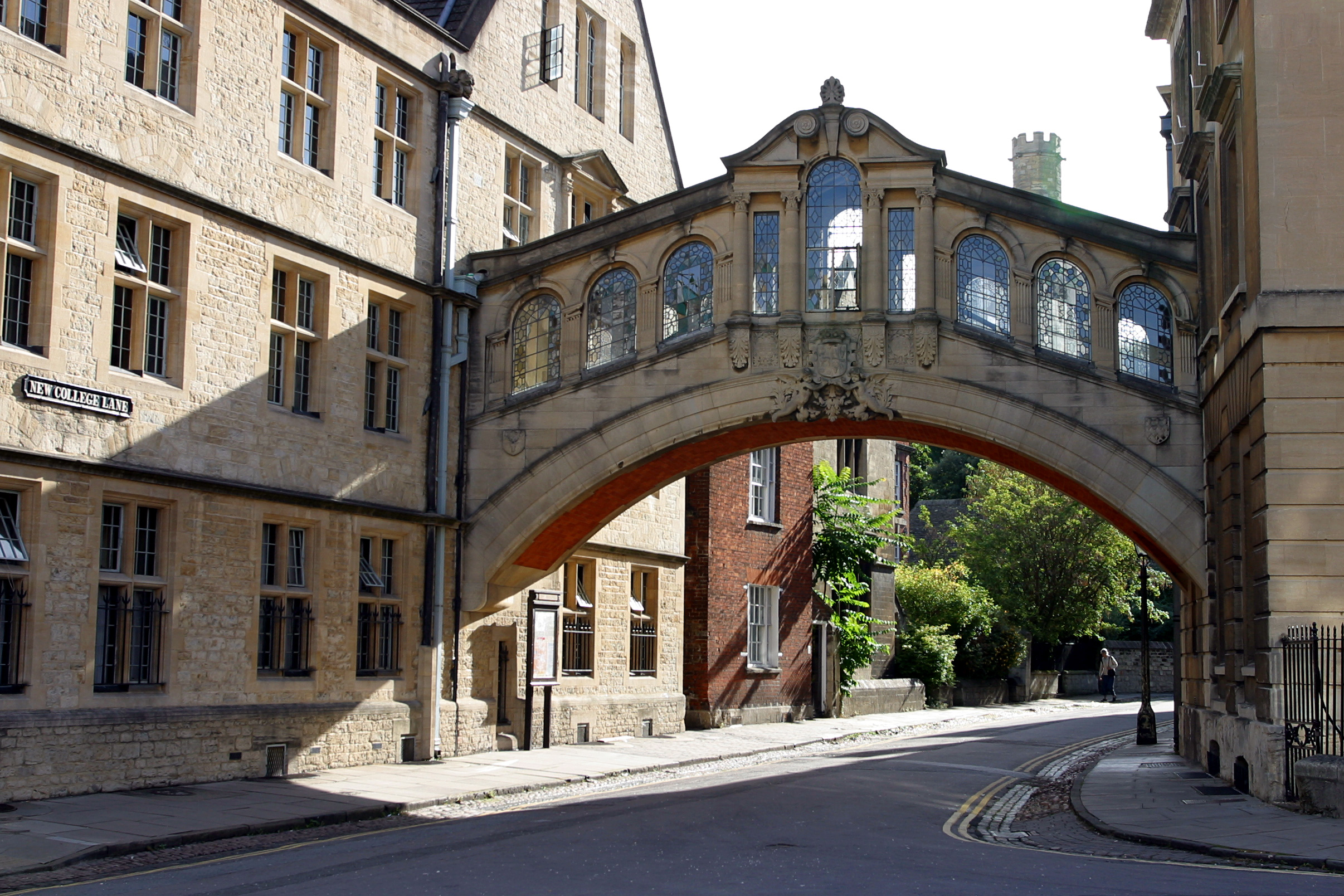
Il Ponte dei sospiri di Oxford

Fu una figura di spicco nella scena architettonica tardo-vittoriana; nessun altro architetto ha contribuito così tanto a caratterizzare il volto di Oxford, tanto che la prestigiosa università gli conferì la laurea honoris causa.
Jackson è stato anche un prolifico autore di opere molto accurate di storia dell'architettura, spesso illustrate con schizzi realizzati durante i suoi lunghi viaggi, come quello che effettuò con la moglie in Dalmazia e Venezia Giulia e quello che lo portò invece in Umbria e nelle Marche. I suoi testi sono fonti fondamentali di conoscenza dei luoghi visitati, per ciò che riguarda la geografia, l'arte, l'architettura e la vita sociale dei primi decenni del XX secolo.
Il 10 febbraio 1913 Jackson fu nominato baronetto.

## Opere
- 1887 - Dalmatia, the Quarnero and Istria with Cettigne in Montenegro and the island of Grado ("Dalmazia, Quarnaro e Istria con Cettigne in Montenegro e l'isola di Grado") - in tre volumi
- 1892 - Architecture, A Profession or an Art ("Architettura, una professione o un'arte") - coautore: Norman Shaw
- 1915 - Gothic Architecture in France, England and Italy ("Architettura gotica in Francia, Inghilterra e Italia").
- 1916 - A holiday in Umbria ("Una vacanza in Umbria"), testo dedicato anche alle Marche
- 1919 - Six Ghost Stories ("Sei storie di fantasmi")